# Gazela-da-montanha
Gazela-da-montanha (Gazella gazella) é o nome de uma gazela, um mamífero artiodáctilo da família dos bovídeos. Antigamente era distribuída por quase toda a Península Arábica, até o sul da Síria e estendendo a oeste até o Sinai, Hoje em dia, são encontradas amplamente em Israel e Oman, partes da Arábia Saudita e sul e oeste de Emirados Árabes Unidos e Iêmen. Áreas de ocorrência na Árabia Saudita incluem as Ilhas Farasan , três zonas protegidas e populações escassas a oeste. A maior população em Oman está no Santuário do Órix da Arábia. Também foram introduzidas na ilha iraniana de Farur no Golfo Pérsico. A população da espécie estima-se menor que 15.000: 3.000 em Israel, 1.500-1.700 na Árabia Saudita e 13.000 em Oman no fim da década de 1990, com rápido declínio desde então. Considerada rara no Iêmen. 
Essas gazelas possuem dorso marrom escuro separado por uma fina faixa escura do ventre e lados brancos, com membros marrom claros. A pelagem é lisa e curta no verão para refletir os raios solares enquanto no inverno é longa, grossa e à prova d'água protegendo contra as fortes chuvas. Os machos têm entre 17 e 29 kg enquanto as fêmeas são menores com 16-25 kg.
Gazella gazella vive em pequenos grupos contendo geralmente três a oito animais, que podem ser grupos de mães e filhotes liderados por um macho ou de machos solteiros, além de machos solitários. Geralmente passam o dia protegidos em colinas e descem para comer nos vales à noite ou de manhã cedo. A alimentação é composta de grama, ervas, arbustos que varia dependendo do habitat. Pouca plantas são rejeitadas completamente e ingerem até mesmo espécies venenosas que outros herbívoros não comem. Utilizam plantas suculentas e gotas de orvalho como fonte de água, podendo ficar sem água por longos períodos.